# San Carlos Guaroa

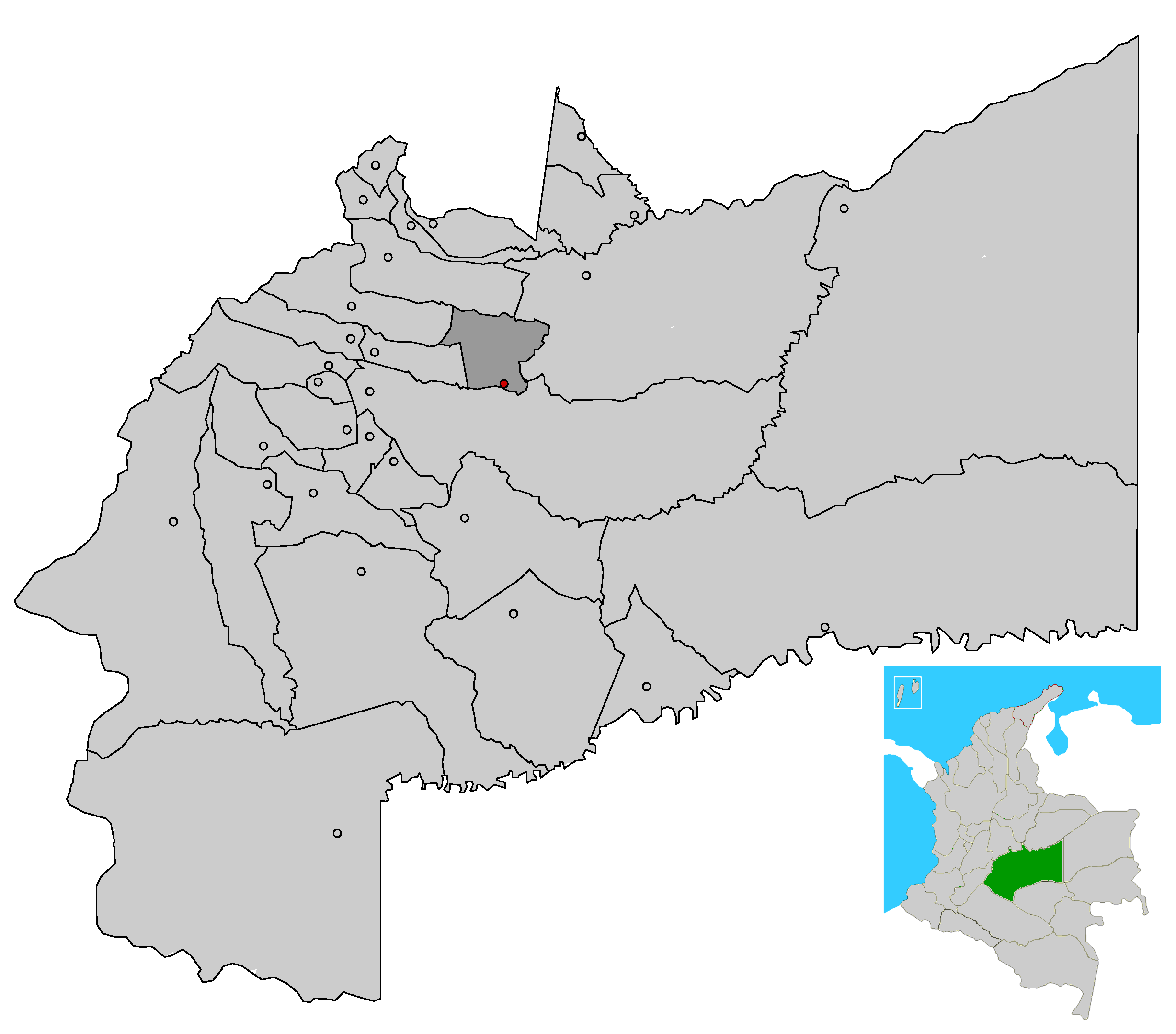
San Carlos

San Carlos Guaroa é um município da Colômbia, localizado no departamento de Meta.